# Pharmacie centrale de Tunisie
La Pharmacie centrale de Tunisie (arabe : الصيدلية المركزية التونسية) ou PCT est une entreprise publique tunisienne active dans le domaine de la santé et ayant pour activité l'importation et la commercialisation de produits pharmaceutiques.

## Histoire
En 1938, la Pharmacie centrale de Tunisie débute comme un dépôt à l'hôpital civil français (actuel hôpital Charles-Nicolle), sous la dénomination de « Pharmacie centrale des hôpitaux du Royaume de Tunisie » selon l'arrêté du 27 juin 1938 et ce jusqu'au 31 mars 1956, lorsqu'un décret beylical la dote d’une personnalité juridique indépendante, d’une autonomie financière et d’une nouvelle appellation, « Pharmacie centrale des hôpitaux de Tunisie ».
Le 10 mars 1958, cet organisme prend le nom de « Pharmacie centrale de Tunisie » selon la loi n°28 de 1958.
En application du décret n°2 du 16 janvier 1961, la Pharmacie centrale est réorganisée en devenant la Pharmacie centrale de la République tunisienne, avec le statut d'établissement public à caractère industriel et commercial, et se voit attribuer le monopole de l’importation et de la distribution de produits pharmaceutiques dont la liste est fixée par arrêté conjoint du ministre de la Santé et du ministre du Commerce.
La PCT est la première entité du pays à produire des médicaments.

## Rôle
La distribution des médicaments est assurée principalement par la Pharmacie centrale de Tunisie et un réseau de grossistes répartiteurs privés couvrant toutes les régions du pays.
La PCT est le seul établissement autorisé à importer les médicaments et les vaccins, agissant en tant que centrale d'achats nationale pour couvrir l’ensemble des besoins du pays. Cette entreprise publique permet d'assurer la maîtrise des coûts, l'uniformité et le contrôle des prix, la régularité de l'approvisionnement du pays et l'appui aux programmes de santé par le biais du mécanisme de l'auto-compensation dont le principe est de majorer les prix des médicaments non indispensables et d'utiliser ces profits pour compenser les médicaments utilisés dans les programmes de santé.